# The Rose (teatro)
The Rose (La Rosa) fue un teatro de la época isabelina. Fue el cuarto de los teatros públicos que se construyó, después de The Theatre en (1576), el Curtain (1577), y el teatro en Newington Butts (h. 1580?) — y el primero de la serie de teatros que se situó en Bankside, Southwark, en una entidad local fuera de la jurisdicción de las autoridades civiles de la City de Londres.

## Historia
The Rose se construyó en 1587 por Philip Henslowe y por un tendero llamado John Cholmley. El teatro se construyó sobre una propiedad llamada "Little Rose" ("Pequeña Rosa") que Henslowe había alquilado a la parroquia de santa Mildred en 1585. Contenía rosaledas y dos edificios; Cholmley usó uno como almacén, mientras Henslowe parece que alquiló el otro como burdel. El edificio era de madera, con un exterior de ladrillo y escayola con tejado de paja. Era de forma poligonal, de unos 21 metros de diámetro. Los documentos de la ciudad indican que estaba en funcionamiento a finales de 1587; sin embargo, no se menciona en la documentación relativa a Henslowe entre su construcción y 1592, y es posible que lo arrendase a una compañía con la que no se relacionaba de ningún otro modo.
En 1592 Edward Alleyn estaba allí interpretando junto a una compañía formada por actores del Lord Strange's Men y los Admiral's Men; este grupo se trasladó al Rose en febrero de 1592. Henslowe amplió el teatro para el nuevo grupo, retrasando el escenario unos dos metros para dejar sitio a unos 500 espectadores más. El Rose original era más pequeño que otros teatros, siendo como dos tercios del Theatre de once años antes, y su escenario era también inusualmente pequeño; la ampliación se dirigía a combatir ambos extremos. Henslowe pagó todos los costes él mismo, lo que indicaba que Cholmley ya no estaba involucrado —o había muerto o vendido su parte. La obra se hizo por el constructor John Grigg. La renovación dio al teatro, que antes tenía forma de polígono regular (con quizá unos 14 lados), una distorsionada forma de huevo, como un tulipán creciente o un ovoide distorsionado.
El período 1592-1594 resultó difícil para las compañías de actores de Londres; un severo brote de peste bubónica significó que los teatros londinenses estuvieran cerrados de manera prácticamente continuada desde junio de 1592 hasta mayo de 1594. Las compañías debían ir de gira para sobrevivir, y algunas, como los Pembroke's Men, tuvieron malos momentos. Para el verano de 1594 la plaga había disminuido, y las compañías se reorganizaron, principalmente los Lord Chamberlain's Men y los Admiral's Men. Esta última troupe, aún comandada por Alleyn, volvió a residir en el Rose.
El Rose parece haber sido diferente de otros teatros de la época por su habilidad para representar grandes escenas a dos niveles. Se cree que todos los teatros isabelinos tuvieron una limitada capacidad para representar escenas a un nivel superior en la parte trasera del escenario —como la escena de Julieta en el balcón en Romeo y Julieta, II.ii. Una minoría de las obras isabelinas, sin embargo, requieren amplios conjuntos de actores en un segundo nivel—como los senadores romanos mirando hacia abajo a Tito en la escena inicial de Tito Andrónico. Una inusual concentración de obras con este segundo tipo de escenografía pueden asociarse al Rose, lo que indica que el Rose tenía una destacada capacidad para este truco de escenografía.
El Rose albergó a los Admiral's Men durante varios años. Cuando los Lord Chamberlain's Men construyeron el Globe Theatre en el Bankside en 1599, sin embargo, el Rose quedó en una posición difícil. Debido a las quejas de oficiales de la ciudad, el Consejo Privado decretó en junio de 1600 que sólo se permitiría representar obras a dos teatros: el Globe en Bankside, y el Fortune Theatre en Middlesex—concretamente, Shoreditch. Henslowe y Alleyn habían construido ya el Fortune, aparentemente para llenar el vacío creado cuando los Chamberlain's Men dejaron Shoreditch. El Rose fue usado brevemente por los Worcester's Men en 1602 y 1603; cuando concluyó el arrendamiento del Rose en 1605 quedó abandonado. El teatro pudo haberse demolido en fecha tan temprana como 1606.
En 1989, los restos del Rose estaban amenazados por la destrucción por el desarrollo urbanístico. Una campaña para salvar el lugar fue impulsada por varias conocidas figuras teatrales, incluyendo a Peggy Ashcroft y Laurence Olivier. Se decidió, eventualmente, construir por encima de los restos del teatro, dejándolos conservados por debajo.
La administración del Teatro Rose por el gobierno, arqueólogos y el constructor impulsó la legitimación de la arqueología en el proceso de desarrollo y llevó al gobierno conservador de Margaret Thatcher a introducir el documento PPG 16 en un intento de manejar la arqueología a la vista de la amenaza urbanística.
Los fundamentos del Rose están cubiertos por unos centímetros de agua para mantener el suelo y que no tenga más grietas, pero se usa para representaciones con los actores interpretando alrededor del perímetro del lugar. Cuando el Museo de Londres llevó a cabo la excavación, encontraron numerosos objetos que se almacenaron en el propio museo. (Parte del fundamento del teatro muestran numerosos restos de cáscaras de avellana, parece que eran consumidos durante los dramas renacentistas.)
En 1999, el lugar se reabrió al público, bajo el controvertido nuevo desarrollo. Continúan las obras de excavación de este lugar histórico para asegurar su futuro.
El Teatro Rose fue muy representado en el film Shakespeare in Love.
El Rose ha inspirado el diseño de un nuevo teatro llamado el "Rose of Kingston," en Kingston-upon-Thames, Surrey 
Una producción de la obra de Christopher Marlowe Tamerlán, se interpretó en la galería del Rose en 2003 por el Cannon's Mouth, dirigido por Ben Naylor . Al evento acudieron el embajador de Kazajistán y Sir Peter Hall.